# Horst Bachmayer
Horst Bachmayer (* 16. Mai 1932 in Pforzheim; † 28. Oktober 2017) war bildender Künstler und Professor der Staatlichen Akademie der Bildenden Künste Stuttgart.
Er besuchte von 1953 bis 1958 die Stuttgarter Kunstakademie und wurde 1961 an den Lehrstuhl für Kunsterziehung und Werken der Kant-Hochschule in Braunschweig berufen, wo er bis 1966 lehrte, um im selben Jahr auf eine neu geschaffene Professur für Werken an die  Stuttgarter Akademie berufen zu werden.
Sein Werk umfasst vor allem Email-Kunstwerke mit Gegenwartsbezug. 1987 wurde er bei der International Exhibition of Enamelling Art im Ueno-Museum in Tokyo mit dem Award of Excellence ausgezeichnet. 1992 schuf er das altarartige Triptychon Für die im Golfkrieg getöteten Kinder. 